# Kabinett Ikeda II
Das Kabinett Ikeda II wurde am 8. Dezember 1960 in Japan von Premierminister Ikeda Hayato von der Liberaldemokratischen Partei (LDP) gebildet. Es löste das Kabinett Ikeda I ab und blieb bis zum 18. Juli 1961 im Amt, woraufhin es vom Kabinett Ikeda II (1. Umbildung) abgelöst wurde. Insgesamt sollte das Kabinett dreimal umgebildet und am 9. Dezember 1963 schließlich aufgelöst werden.
Dem Kabinett gehörten folgende Mitglieder an:
| Amt                                                 | Amtsinhaber        | Beginn der Amtszeit | Ende der Amtszeit |
| --------------------------------------------------- | ------------------ | ------------------- | ----------------- |
| Premierminister                                     | Ikeda Hayato       | 8. Dezember 1960    | 18. Juli 1961     |
| Außenminister                                       | Kosaka Zentarō     | 8. Dezember 1960    | 18. Juli 1961     |
| Justizminister                                      | Ueki Kōshirō       | 8. Dezember 1960    | 18. Juli 1961     |
| Finanzminister                                      | Mizuta Mikio       | 8. Dezember 1960    | 18. Juli 1961     |
| Bildungsminister                                    | Araki Masuo        | 8. Dezember 1960    | 18. Juli 1961     |
| Ministerin für soziale Fürsorge                     | Furui Yoshimo      | 8. Dezember 1960    | 18. Juli 1961     |
| Minister für Landwirtschaft und Forsten             | Sutō Hideo         | 8. Dezember 1960    | 18. Juli 1961     |
| Minister für Internationalen Handel und Industrie   | Shiina Etsusaburō  | 8. Dezember 1960    | 18. Juli 1961     |
| Verkehrsminister                                    | Kogure Budayū      | 8. Dezember 1960    | 18. Juli 1961     |
| Minister für Post und Telekommunikation             | Kogane Yoshiteru   | 8. Dezember 1960    | 18. Juli 1961     |
| Arbeitsminister                                     | Ishida Hirohide    | 8. Dezember 1960    | 18. Juli 1961     |
| Bauminister                                         | Nakamura Umekichi  | 8. Dezember 1960    | 18. Juli 1961     |
| Minister für lokale Selbstverwaltung                | Yasui Ken          | 8. Dezember 1960    | 18. Juli 1961     |
| Leiter der Verteidigungsbehörde                     | Nishimura Naomi    | 8. Dezember 1960    | 18. Juli 1961     |
| Leiter des Wirtschaftsplanungsamtes                 | Sakomizu Hisatsune | 8. Dezember 1960    | 18. Juli 1961     |
| Leiter der Behörde für die Entwicklung Hokkaidōs    | Ozawa Saeki        | 8. Dezember 1960    | 18. Juli 1961     |
| Leiter der Behörde für Wissenschaft und Technologie | Masanosuke Ikeda   | 8. Dezember 1960    | 18. Juli 1961     |
| Chefkabinettssekretär                               | Ōhira Masayoshi    | 8. Dezember 1960    | 18. Juli 1961     |